# Svatý rok 1625
Jubilejní Svatý rok 1625 (12. řádné univerzální jubileum), který navázal na předchozí řadu Svatých roků, vyhlásil Urban VIII. 29. dubna 1624 bulou Omnes gentes, plaudite unanibus. Dne 28. ledna 1625 rozšířil jubilejní odpustky na ty, kteří nemohli cestovat do Říma, a také na vězně a nemocné (bula Pontificia sollicitudo). Dne 30. ledna bylo papežskou encyklikou Paterna dominici gregis cura vzhledem k nebezpečí morové nákazy, která ohrožovala Řím, z bezpečnostních důvodů upuštěno od tradiční návštěvy baziliky svatého Pavla za hradbami, která byla nahrazena návštěvou centrálnějšího kostela Santa Maria in Trastevere. Kromě toho nařídil, že tradiční pouť do sedmi římských kostelů lze nahradit třemi kostely uvnitř hradeb (Santa Maria del Popolo, Santa Maria in Trastevere a San Lorenzo in Lucina), které se nacházejí mimo městské hradby (San Sebastiano, San Paolo a San Lorenzo). Toho roku přišlo do Říma asi půl milionu poutníků.

## Pozadí
Třináctý Svatý rok probíhal v ovzduší, jež od základů měnilo duchovní fyziognomii Evropy. Za Alpami zuřila zhoubná třicetiletá válka, v severní Itálii se rozpoutal válečný konflikt a ze Sicílie se šířil na sever mor, který řádil také v Anglii a jinde v Evropě. Na politickém poli prožíval Svatý stolec období, kdy značně poklesl jeho vliv. Náboženské války daly vznik absolutistickému pojetí státu, který vytvořil vlastní pojem státní a národní církve. Tento pokles politické vážnosti se výrazně projevil např. v naprostém selhání interdiktu, kterým postihl Pavel V. Benátky, a v neschopnosti Inocence X. ovlivnit vestfálský mír v roce 1648. V roce 1623 málo scházelo, aby byl zvolen papežem olomoucký biskup kardinál Dietrichstein, a v srpnu jmenoval nový papež Urban VIII. z rodu Barberini pražským arcibiskupem pětadvacetiletého Arnošta Harracha, který přijal v Římě biskupské svěcení, neboť byl předtím komořím a tajemníkem Urbanova předchůdce. Tak se patrně ani jeden z obou biskupů našich českých zemí neúčastnil Svatého roku, který vyhlásil Urban VIII. na rok 1625.
Urban VIII. byl muž inteligentní, vzdělaný, miloval umělce a měl štěstí, že během jeho dlouhého pontifikátu žil slavný Bernini. Vykonal mnoho i v oboru teologických věd. Měl však i svou slabost pro členy svého rodu, jež často stavěl do popředí.

## PrůběhSvatého roku 1625

### Příprava
Přípravy na jubilejní rok probíhaly obvyklým, už tradičním způsobem. Byla přerušena platnost odpustků mimo Řím, byla vydána také různá nařízení týkající se pohostinství v městě. Byla vydána 29. dubna 1624 i příslušná bula Omnes gentes. V ní se citáty z Písma dokazuje, že Kristus je jubileum. Sabatický rok se v době novozákonní má prožívat v stejném duchu jako jubileum starozákonní, ba křesťané se z něho mají radovat daleko více než Židé v době před příchodem Krista. Časté odvolávání na Písmo svaté v textu je určeno především těm, kdo opustili církev a odvolávali se na Písmo svaté jako na jedinou závaznou normu. I je zve Urban VIII. na pouť do Říma, který nazývá nadneseně dobovým stylem mystickým Jeruzalémem, prvním stolcem katolické víry, matkou věřících a hlavou světa.

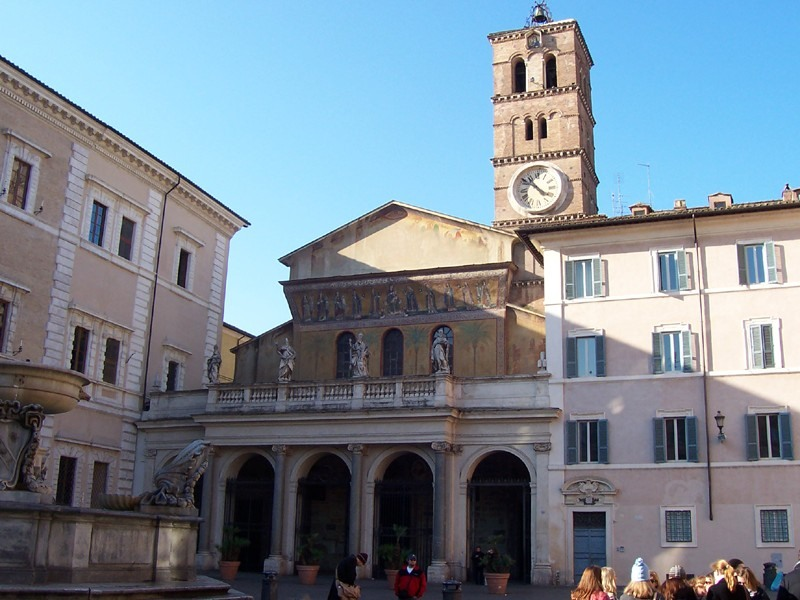
Náhradní poutní místo Svatého roku 1625 bazilika P. Marie v Zátibeří

### Zahájení
Svatý rok papež zahájil slavnostním otevřením Svaté brány za přítomnosti polského knížete Ladislava IV. a zástupců Benátské republiky. 20. ledna pak dal zvláštní bulou možnost klauzurovaným řeholnicím, členům poustevnických řádů, vězňům a nemocným získat odpustky jubilea v místech, kde žili. Brzy nato rozvodněná Tibera zaplavila baziliku svatého Pavla, a proto z obavy, aby nevypukl mor mezi poutníky, putujícími kalem a blátem, 18. února kardinál vikář Mellini nahradil baziliku sv. Pavla bazilikou Panny Marie v Zátibeří, kde byla slavnostně vysvěcena a otevřena Svatá brána a až do konce listopadu v ní konali poutníci návštěvy místo v bazilice svatého Pavla.

### Péče o poutníky
Na Sicílii vypukl mor, který mohl vážně ohrozit průběh Svatého roku v Římě. Proto 15. března dal papež tamním možnost získat jubilejní odpustky doma, aniž by museli putovat do Říma, z obavy, aby se nákaza nerozšířila.
Do Říma přišlo opět mnoho poutníků. Organizované skupiny byly opět v Římě zdarma hoštěny římskou šlechtou. Bratrstvo Svaté Trojice, které zřídil Filip Neri, se postaralo o 582 750 osob, zatímco menší bratrstvo, zvané Korouhvové – Del Gonfalone, poskytlo přístřeší 300 000 poutníků. Jejich členové vyžebrávali další prostředky. 4 šlechtici bratrstva Svaté Trojice spolu s dalšími oblečenými v kající roucho na ulicích prosili o almužny, o chléb a víno a vůbec jakýkoli pokrm, což pak dovezli na voze taženém dvěma koňmi do hospice poutníkům. Také kardinálové hojně přispívali a hostili u sebe chudé kněze – poutníky, které jim poslal penitenciář. Výdaje, které obvykle sloužily pro pořízení masek a pallia pro karneval, ve výši 1 000 skudů byly toho roku určeny pro „špitál Trojice u mostu Sixtova“. Římská šlechta organizovala sbírky a jedna sbírka mezi římskými dámami vynesla 22 000 skudů. Kardinál penitenciář Borghese prý dal z křesťanské lásky osvobodit ty, kteří se octli ve vězení, poněvadž nebyli schopni splatit své dluhy, a sám ze svých prostředků dluhy za ně vyrovnal.

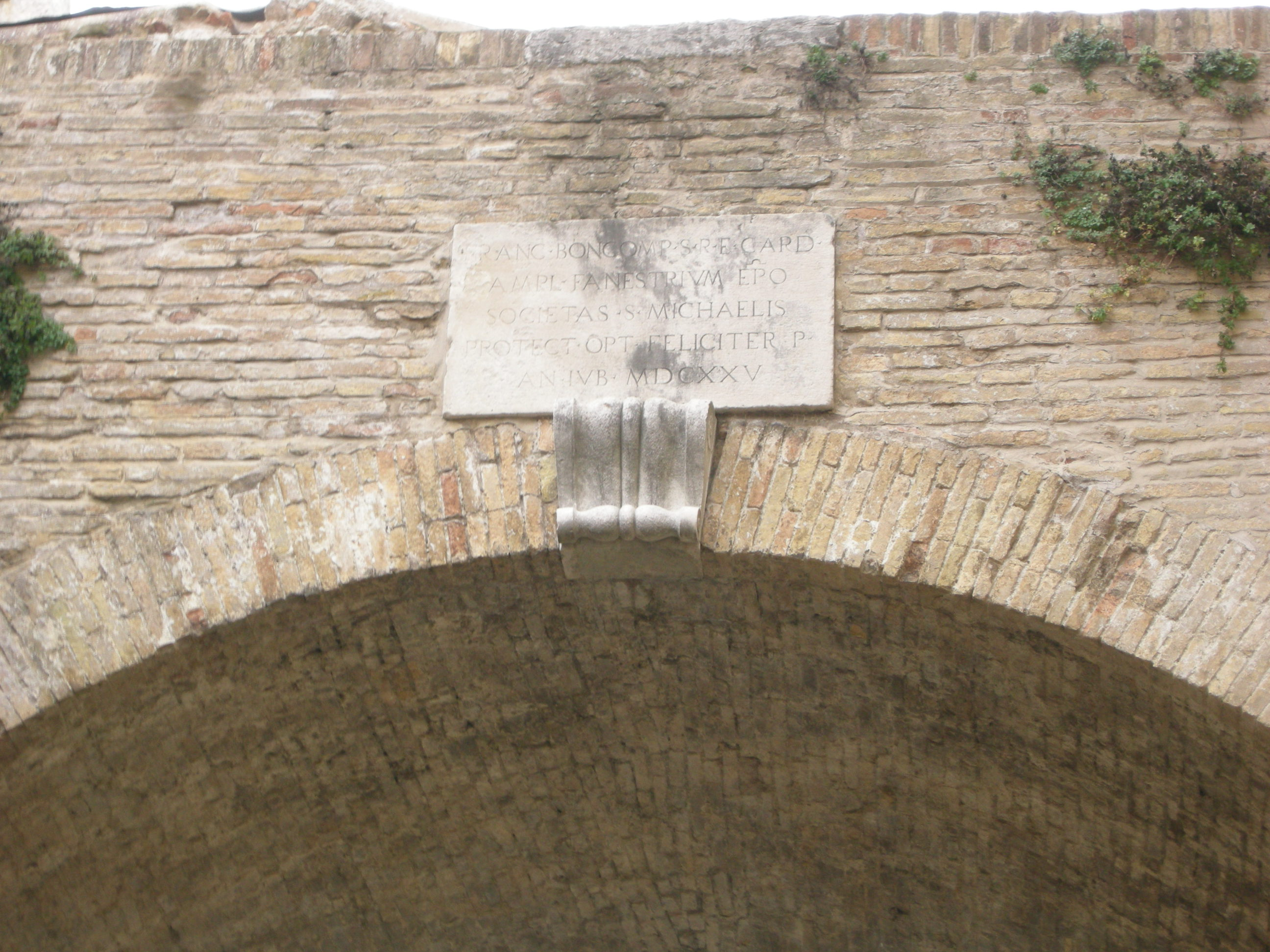
Nápis připomínající Svatý rok 1625 (Fano, Augustův oblouk)

Štědře přispíval na vydržování poutníků i papež, který nizozemskému poutníku a spisovateli Theodoru Ameydenovi, jak on napsal,  přes všechnu dobrotu přece jen připomínal spíše knížete než biskupa, spíše správce než pastýře. Urban VIII. však také jako ostatní poutníci navštěvoval baziliky a v bazilice sv. Petra zpovídal poutníky. Také navštěvoval hospice pro poutníky, některé políbil a sloužil jim u stolu. Také rozdával mezi poutníky a ty, kteří jim sloužili, medaile a na jejich vydržování tam zanechával značné sumy peněz. Během postní doby si přál, aby v římských bazilikách kázali ti nejlepší kazatelé. Aby dodal Urban VIII. Milostivému létu ještě větší slavnostnosti, prohlásil na Hod Boží svatodušní za svatou portugalskou královnu Alžbětu a beatifikoval sv. Ondřeje z Avellina a kapucína Felixe z Cantalice. Sám navštěvoval hospice jako jeho předchůdci.
Při tomto Svatém roku však se ukazují i znamení nové doby: kněžím zakázal papež za pokání a kvůli čistotě a z úcty k posvátným místům plivat v kostelích na zem rozžvýkaný tabák, který se do Evropy dostal po objevení Ameriky. Podle svědectví kronikářů zcela v duchu okázalosti barokní doby kardinálové v onom roce „připojili ke svým běžným okázalostem i další nové znamení: dali zdobit hlavy koní, táhnoucích jejich kočáry, červenými kokardami, ač dříve užívali černé“.
Ale i mezi poutníky, na něž zřejmě mělo vliv vlídné přijetí a péče, s kterou se o ně starala římská bratrstva, jejichž členy byli příslušníci patricijských rodin, se začíná svým způsobem projevovat duch 17. století. I během tohoto Svatého roku přicházela do Říma v procesí bratrstva z různých končin Itálie, ale Giacomo Gigli se ve svém deníku o nich nevyjadřuje příliš lichotivě, když píše: „ ... tito venkované, kteří přicházejí ze svých vesnic do Říma na jubileum a někteří jsou přijímáni od bratrstva Korouhve, jiní od Sv. Trojice, jiní od jiných bratrstev, se domnívají, že se z nich stali šlechtici, když se oděli v bílou, červenou nebo jinak zbarvenou pytlovinu ... a když jdou v procesí po ulici, nechtějí, aby procesím někdo procházel ... a běda kočímu, který proti nim jede s vozem, neboť hned na něho a na koně obrátí drze a násilně své hole. Když potkají jinou skupinu, dochází k rvačce, neboť každá chce mít přednost, a tak se vytrácí všechna zbožnost.“

### ZávěrSvatého roku

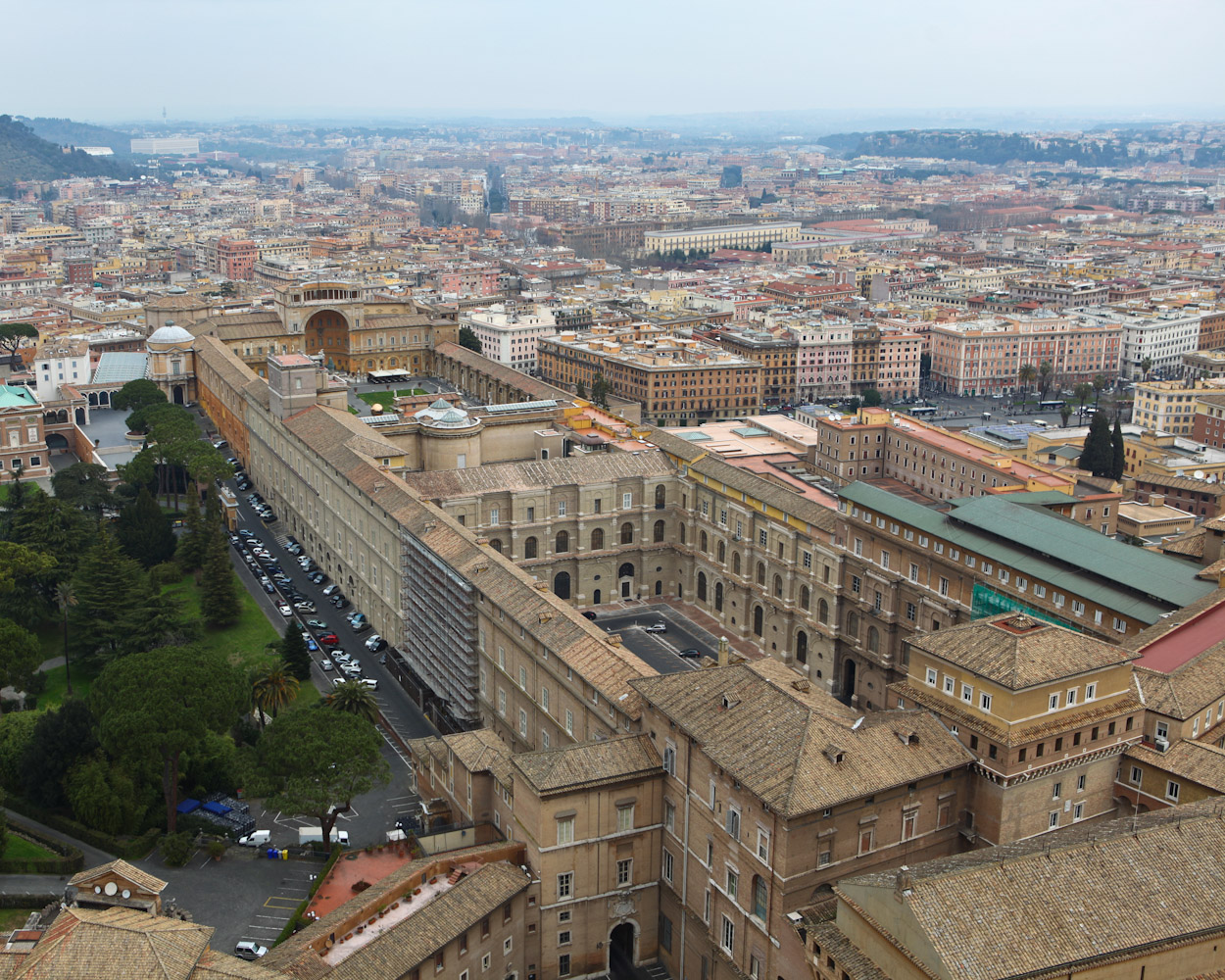
Nádvoří Belvedere (Cortile del Belvedere) při pohledu z kopule chrámu svatého Petra

Ani tehdy však nechyběli křesťané, kteří svou pouť brali vážně. Rakouský arcikníže Leopold, bratr Ferdinanda II., konal pouť doprovázen pouze svým jezuitským zpovědníkem a v jezuitském hábitu, aby nebyl poznán, a často v tomto převlečení umýval nohy prostým poutníkům v hospici bratrstva Nejsvětější Trojice. Teprve při uzavírání Svaté brány stál vedle papeže veřejně. Zdá se, že duchovní užitek i tento Svatý rok přinesl v hojnější míře, než se dá odhadnout. Pod jeho vlivem se obrátil z kalvinismu Vincenc Baion, několik luteránských teologů a šlechticů a transsylvánský kníže Gabriel.
Čím více se přibližoval konec roku, tím více poutníků přicházelo do Říma. V posledních dnech Svatého roku si konala jubilejní pouť různá bratrstva, neboť někteří, včetně kapitul kanovníků bazilik sv. Jana v Lateráně a Panny Marie Větší, vyčkávali až čtvrtou neděli adventní a následující dny, kdy byl počet předepsaných návštěv bazilik snížen. Na závěr přijali z okna nádvoří Belvedere papežovo požehnání.
Zavření Svaté brány se zúčastnilo mnoho významných osobností. Vynikal mezi nimi zmíněný bratr Ferdinanda II. arcikníže Leopold. Do zdiva Svaté brány pak byly umístěny podle tehdy už běžného zvyku zlaté a stříbrné medaile. Nicméně poutníci mohli získat jubilejní odpustky za živé i mrtvé ještě v následujících dnech až do 1. ledna jedinou návštěvou čtyř bazilik. Typická mezi takovým množstvím poutníků byla přítomnost mnoha kněží-poutníků a biskupů. Apoštolský hospic, který byl pro ně zřízen, pohostil na 1 000 kněží, ale také mnoho chudých biskupů. Vcelku možno říci, že tento Svatý rok splnil touhu papeže, který si přál, aby co nejvíce přispěl k účinné křesťanské lásce a k zlepšení mravů společnosti vzdáním se hněvu, sporů a nenávisti „kvůli Kristu“.